# Tura (Tanzania)
Tura è una circoscrizione rurale (rural ward) della Tanzania situata nel distretto di Uyui, regione di Tabora. Conta una popolazione di 19 433 abitanti (censimento 2012).